# Frederick de Houtman
Frederick De Houtman o Frederik de Houtman (Gouda, 1571 – Alkmaar, 21 ottobre 1627) è stato un esploratore olandese che navigò lungo la costa occidentale dell'Australia diretto a Batavia, oggi nota come Giacarta in Indonesia. Fece osservazioni pionieristiche delle stelle meridionali che contribuirono alla creazione di 12 nuove costellazioni meridionali.

## Biografia

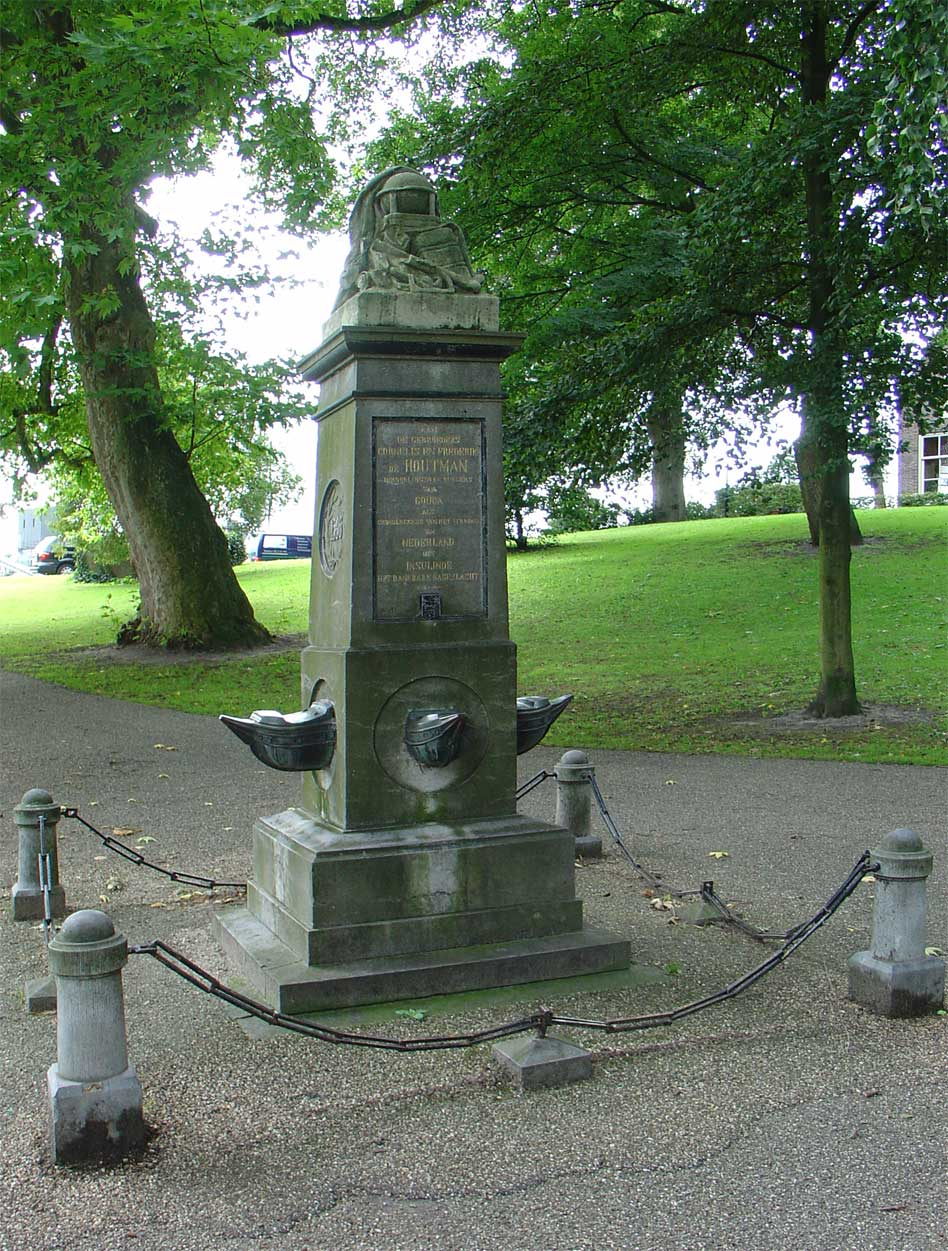
Monumento dedicato a Cornelis e Frederik de Houtman a Gouda, Paesi Bassi

Frederick de Houtman nacque a Gouda, nelle Diciassette Province (attuali Paesi Bassi).
Aiutò il compatriota navigatore Pieter Dirkszoon Keyser con le osservazioni astronomiche durante la sua prima spedizione dai Paesi Bassi alle Indie Orientali nel 1595-1597.
Nelle successive spedizioni aggiunse altre stelle alla liste di quelle osservate da Keyser. Tra loro scoprì numerose costellazioni.
De Houtman era il fratello maggiore di Cornelis de Houtman, ucciso durante una seconda spedizione nel 1598-1599. Frederick fu imprigionato dal sultano di Aceh a Sumatra settentrionale, ma sfruttò i due anni di prigionia studiando la locale lingua malese e facendo osservazioni astronomiche.
Nel 1603, dopo il ritorno nei Paesi Bassi, Frederick pubblicò le proprie osservazioni stellari in un'appendice del suo dizionario con grammatica  del malese e malgascio.
Nel 1619, imbarcato sulla VOC Dordrecht, con Jacob d'Edel imbarcato sulla VOC Amsterdam, avvistarono una terra sulla costa australiana nei pressi dell'odierna Perth e la chiamarono d'Edelsland. Dopo aver navigato verso nord After lungo la costa incontrò ed evitò per poco una serie di secche, poi chiamate Houtman Abrolhos. De Houtman sbarcò nella regione di Eendrachtsland già scoperta da Dirk Hartog. Nel suo diario, De Houtman identifica queste coste con la terra di Beach di Marco Polo, o Locach, come mostrato sulle mappe del tempo come quelle di Petrus Plancius e Jan Huygen van Linschoten.
De Houtman morì ad Alkmaar nella Repubblica delle Sette Province Unite.